# Division d'Honneur 1936-1937 (Lussemburgo)
La Division d'Honneur 1936-1937 è stata la 27ª edizione del massimo campionato lussemburghese di calcio. La stagione è iniziata l'6 settembre 1936 ed è terminata il 15 agosto 1937 (L'assegnazione del titolo si è risolto ad agosto a causa degli spareggi per il primo posto). La squadra Jeunesse Esch ha vinto il titolo per la seconda volta nella sua storia.

## Formula
2 punti alla vittoria, un punto al pareggio, nessun punto alla sconfitta.
Le 10 squadre partecipanti si affrontano in un girone di andata e ritorno, per un totale di 18 giornate.

Le ultime due classificate retrocedono direttamente in 1. Division.

## Classifica finale
|                        | Pos. | Squadra               | Pt | G  | V  | N | P  | GF | GS  | DR  |
| ---------------------- | ---- | --------------------- | -- | -- | -- | - | -- | -- | --- | --- |
| Lussemburgo (bandiera) | 1.   | Jeunesse Esch         | 26 | 18 | 12 | 2 | 4  | 44 | 20  | +24 |
|                        | 2.   | Progrès Niedercorn    | 26 | 18 | 12 | 2 | 4  | 57 | 19  | +38 |
|                        | 3.   | US Dudelange          | 26 | 18 | 11 | 4 | 3  | 52 | 22  | +33 |
|                        | 4.   | Stade Dudelange       | 24 | 18 | 11 | 2 | 5  | 57 | 33  | +24 |
|                        | 5.   | Red Boys Differdange  | 21 | 18 | 10 | 1 | 7  | 50 | 47  | +3  |
|                        | 6.   | Spora Luxembourg      | 20 | 18 | 9  | 2 | 7  | 47 | 29  | +18 |
|                        | 7.   | Fola Esch             | 17 | 18 | 8  | 1 | 9  | 37 | 37  | +0  |
|                        | 8.   | Union Luxembourg      | 14 | 18 | 5  | 4 | 9  | 37 | 56  | -19 |
|                        | 9.   | Red Black Pfaffenthal | 4  | 18 | 1  | 2 | 15 | 22 | 61  | -39 |
|                        | 10.  | Aris Bonnevoie        | 2  | 18 | 1  | 0 | 17 | 21 | 103 | -82 |

### Spareggi per il Primo Posto
1ª serie
- 27 giugno 1937 Progrès Niedercorn - US Dudelange 0- 1
- 4 luglio 1937 Jeunesse Esch - Progrès Niedercorn 0- 3
- ? luglio 1937 US Dudelange - Jeunesse Esch 0- 4

2ª serie
- 1º agosto 1937 Progrès Niedercorn - US Dudelange 2- 1
- 8 agosto 1937 Jeunesse Esch - Progrès Niedercorn 4- 2
- 15 agosto 1937 US Dudelange - Jeunesse Esch 0- 5

Legenda:

      Campione del Lussemburgo 1936-1937

      Retrocesse in 1. Division 1936-1937

### Calendario
| Andata (1ª) | Andata (1ª) | Prima giornata      | Ritorno (10ª) | Ritorno (10ª) |
|             |             |                     |               |               |
| 6 set. 1936 | 3-2         | Fola-Spora          | 0-2           | 13 dic. 1936  |
| 6 set. 1936 | 4-1         | Niedercorn-Red Boys | 0-3           | 13 dic. 1936  |
| 6 set. 1936 | 4-0         | Stade-Red Black     | 2-1           | 13 dic. 1936  |
| 6 set. 1936 | 3-3         | Union-Jeunesse      | 2-3           | 13 dic. 1936  |
| 6 set. 1936 | 13-1        | US Dudelange-Aris   | 3-1           | 13 dic. 1936  |

| Andata (2ª)  | Andata (2ª) | Seconda giornata        | Ritorno (11ª) | Ritorno (11ª) |
|              |             |                         |               |               |
| 13 set. 1936 | 1-0         | Jeunesse-Fola           | 2-0           | 4 gen. 1937   |
| 13 set. 1936 | 2-2         | Red Black-Union         | 1-2           | 4 gen. 1937   |
| 13 set. 1936 | 1-4         | Red Boys-Stade          | 3-3           | 23 mag. 1937  |
| 13 set. 1936 | 5-0         | Spora-Aris              | 7-1           | 4 gen. 1937   |
| 13 set. 1936 | 0-0         | US Dudelange-Niedercorn | 2-1           | 4 gen. 1937   |

| Andata (3ª)  | Andata (3ª) | Terza giornata     | Ritorno (12ª) | Ritorno (12ª) |
|              |             |                    |               |               |
| 20 set. 1936 | 6-0         | Fola-Aris          | 5-0           | 10 gen. 1937  |
| 20 set. 1936 | 0-3         | Red Black-Jeunesse | 1-2           | 10 gen. 1937  |
| 20 set. 1936 | 0-2         | Stade-US Dudelange | 2-2           | 10 gen. 1937  |
| 20 set. 1936 | 2-3         | Union-Red Boys     | 1-3           | 10 gen. 1937  |
| 17 mag. 1937 | 2-2         | Niedercorn-Spora   | 2-0           | 10 gen. 1937  |

| Andata (4ª)  | Andata (4ª) | Quarta giornata    | Ritorno (13ª) | Ritorno (13ª) |
|              |             |                    |               |               |
| 11 ott. 1936 | 1-3         | Aris-Jeunesse      | 0-11          | 17 gen. 1937  |
| 11 ott. 1936 | 1-0         | Fola-Niedercorn    | 1-3           | 17 gen. 1937  |
| 11 ott. 1936 | 5-1         | Red Boys-Red Black | 6-3           | 17 gen. 1937  |
| 11 ott. 1936 | 0-1         | Spora-Stade        | 5-1           | 17 gen. 1937  |
| 11 ott. 1936 | 3-3         | US Dudelange-Union | 1-3           | 17 gen. 1937  |

| Andata (5ª)  | Andata (5ª) | Quinta giornata        | Ritorno (14ª) | Ritorno (14ª) |
|              |             |                        |               |               |
| 25 ott. 1936 | 0-3         | Jeunesse-Red Boys      | 1-2           | 24 gen. 1937  |
| 25 ott. 1936 | 11-0        | Niedercorn-Aris        | 4-2           | 24 gen. 1937  |
| 25 ott. 1936 | 0-6         | Red Black-US Dudelange | 1-2           | 24 gen. 1937  |
| 25 ott. 1936 | 3-0         | Stade-Fola             | 1-3           | 24 gen. 1937  |
| 25 ott. 1936 | 1-3         | Union-Spora            | 2-2           | 24 gen. 1937  |

| Andata (6ª)  | Andata (6ª) | Sesta giornata        | Ritorno (15ª) | Ritorno (15ª) |
|              |             |                       |               |               |
| 15 nov. 1936 | 6-1         | Fola-Union            | 1-4           | 1 feb. 1937   |
| 15 nov. 1936 | 0-2         | Niedercorn-Jeunesse   | 1-0           | 1 feb. 1937   |
| 15 nov. 1936 | 2-0         | Spora-Red Black       | 5-3           | 1 feb. 1937   |
| 15 nov. 1936 | 0-12        | Aris-Stade            | 1-2           | 2 mag. 1937   |
| 15 nov. 1936 | 3-1         | US Dudelange-Red Boys | 4-1           | 30 mag. 1937  |

| Andata (7ª)  | Andata (7ª) | Settima giornata      | Ritorno (16ª) | Ritorno (16ª) |
|              |             |                       |               |               |
| 22 nov. 1936 | 2-1         | Jeunesse-US Dudelange | 1-1           | 13 giu. 1937  |
| 22 nov. 1936 | 1-1         | Red Black-Fola        | 2-3           | 14 feb. 1937  |
| 22 nov. 1936 | 3-1         | Red Boys-Spora        | 4-6           | 14 feb. 1937  |
| 22 nov. 1936 | 5-1         | Stade-Niedercorn      | 2-4           | 14 feb. 1937  |
| 22 nov. 1936 | 2-1         | Union-Aris            | 4-1           | 14 feb. 1937  |

| Andata (8ª)  | Andata (8ª) | Ottava giornata    | Ritorno (17ª) | Ritorno (17ª) |
|              |             |                    |               |               |
| 29 nov. 1936 | 2-4         | Aris-Red Black     | 4-1           | 28 feb. 1937  |
| 29 nov. 1936 | 2-3         | Fola-Red Boys      | 3-1           | 28 feb. 1937  |
| 29 nov. 1936 | 9-0         | Niedercorn-Union   | 2-0           | 28 feb. 1937  |
| 29 nov. 1936 | 3-0         | Spora-US Dudelange | 0-1           | 28 feb. 1937  |
| 29 nov. 1936 | 2-0         | Stade-Jeunesse     | 1-5           | 28 feb. 1937  |

| Andata (9ª)  | Andata (9ª) | Nona giornata        | Ritorno (18ª) | Ritorno (18ª) |
|              |             |                      |               |               |
| 6 dic. 1935  | 2-1         | Jeunesse-Spora       | 3-1           | 7 mar. 1937   |
| 6 dic. 1935  | 1-4         | Red Black-Niedercorn | 0-6           | 7 mar. 1937   |
| 6 dic. 1935  | 5-2         | Red Boys-Aris        | 5-4           | 4 apr. 1937   |
| 6 dic. 1935  | 3-7         | Union-Stade          | 2-5           | 9 mag. 1937   |
| 14 mar. 1937 | 8-1         | US Dudelange-Fola    | 3-1           | 23 mag. 1937  |